# Nguyễn Du
Nguyễn Du (chữ Hán: 阮攸; 1765–1820) foi um poeta e escritor vietnamita. Nguyen Du nasceu em 1765 em Bích Câu, Thang Long. Ele era um mandarim durante a dinastia Nguyen. Ele é famoso por Conto de Kieu, uma história da menina bonita que vendeu-se para salvar seu pai. Hoje ele ainda é considerado como símbolo da literatura vietnamita.